# 304P/Ory
304P/Ory, o anche cometa Ory, è una cometa periodica appartenente alla famiglia delle comete gioviane: al momento della scoperta fu ritenuta un asteroide ma già il giorno dopo fu scoperta la sua natura cometaria.
La cometa ha una MOID relativamente piccola col pianeta Giove e una ancor più piccola col pianeta Marte: il 21 aprile 2092 la cometa e Marte passeranno a circa 0,0131995 UA, pari a circa 2 milioni di km di distanza.